# 小行星6313
小行星6313（6313 Tsurutani）是一颗围绕太阳公转的小行星。1990年9月14日，亨利·德波鸿诺在拉西拉天文台发现了此天体。
这颗小行星的绝对星等为313.61555等。